# Lawrence Chou
Lawrence Chou (19 aprile 1979) è un attore canadese.
Lawrence nacque a Hong Kong, ma la sua famiglia si trasferì successivamente Vancouver. Quand'era piccolo scoprì una forte attitudine per la musica. Infatti, con numerosi cantanti del suo paese natale, Chou fece numerosi collaborazioni. Come cantante, nel suo paese d'origine, è molto famoso.

## Filmografia
- Lian'ai qiyi, regia di Stephen Fung (2001)
- Choh luen kwong cha min, regia di Thomas Chow (2001)
- The Eye (Gin gwai), regia di Oxide Pang Chun (2002)
- Chin cheng sin sang, regia di Adrian Kwan (2002)
- Luk lau hau joh, regia di Chun-Chun Wong (2003)
- Goo chak sam fong fong, regia di Pou-Soi Cheang (2003)
- Chat nin han yeung, regia di Matt Chow (2004)
- The Eye 2 (Gin gwai 2), regia di Oxide Pang Chun (2004)
- Ah ma yau nan, regia di Danny Pang (2004)
- AV, regia di Ho-Cheung Pang (2005)
- Dragon Squad (Mang lung), regia di Daniel Lee (2005)
- Dei lo tin fong, regia di Albert Kai-kwong Mak (2006)
- Gwai wik, regia di Oxide Pang (2007)
- Dragon Boys, regia di Jerry Ciccoritti (2007)
- Sun yat fai lok, regia di Jingle Ma (2007)
- Sum yuen, regia di Danny Pang (2007)
- Hark sei nei, regia di Cub Chin (2008)
- Kuang mang jing hun, regia di Bing Leung Lee (2008)
- Luk lau hau joh yee chi ga suk tse lai, regia di Chun-Chun Wong (2008)
- Wai dor lei ah yut ho, regia di Ho-Cheung Pang (2010)
- Tung ngaan, regia di Oxide Pang Chun (2010)
- Dong fung po, regia di Clement Sze-Kit Cheng (2010)
- Da lan hu, regia di Tsui-shan Jessey Tsang (2011)
- Lacuna, regia di Kwok Cheung Tsang (2012)
- Twilight Online, regia di Yuk Ching To (2014)